# Clinton Bangura
Clinton Bangura (* 22. März 1998 in Kumasi) ist ein österreichisch-ghanaischer Fußballspieler.

## Karriere
Bangura begann seine Karriere beim SC Young Stars. 2008 wechselte er zum SC Team Wiener Linien. 2010 kam er in die Jugend des FC Admira Wacker Mödling. 2012 kehrte er zum Team Wiener Linien zurück. 2013 wechselte er zum 1. Simmeringer SC.
Zur Saison 2015/16 wechselte er erneut zum Team Wiener Linien. Im März 2016 debütierte er für die erste Mannschaft des Vereins in der Wiener Stadtliga, als er am 17. Spieltag jener Saison gegen den Favoritner AC in der 87. Minute für Marvin Kral eingewechselt wurde. Mit dem Team Wiener Linien stieg er 2018 in die Regionalliga auf. In der Aufstiegssaison 2017/18 kam er in 24 Spielen in der Stadtliga zum Einsatz und blieb dabei ohne Treffer.
Im Juli 2018 wechselte Bangura zum Zweitligisten Floridsdorfer AC. Sein Debüt in der 2. Liga gab er im selben Monat, als er am ersten Spieltag der Saison 2018/19 gegen den SKU Amstetten in der 88. Minute für Ceyhun Tüccar eingewechselt wurde.
Im Jänner 2019 wurde er an den Regionalligisten SC Neusiedl am See verliehen. Zur Saison 2019/20 wechselte er zum Regionalligisten ASK-BSC Bruck/Leitha. Für Bruck/Leitha kam er bis zum Saisonabbruch zu 17 Einsätzen in der Regionalliga.
Zur Saison 2020/21 wechselte er zum Zweitligisten SV Horn. Für Horn kam er insgesamt zu sechs Zweitligaeinsätzen. Nach der Saison 2020/21 verließ er die Niederösterreicher wieder. Nach einem halben Jahr ohne Klub wechselte Bangura im Februar 2022 zum Regionalligisten FC Marchfeld Donauauen. In Mannsdorf kam er zu zwölf Regionalligaeinsätzen.
Zur Saison 2022/23 wechselte Bangura nach Malta zum Erstligisten Pietà Hotspurs. Für Pietà spielte er 23 Mal in der Maltese Premier League, aus der der Verein zu Saisonende allerdings abstieg. Daraufhin verließ der Verteidiger die Malteser nach einer Spielzeit wieder. Nach einem halben Jahr ohne Klub zog der Verteidiger im März 2024 weiter nach Moldawien, wo er sich dem FC Milsami anschloss. Für Milsami absolvierte er bis Saisonende sechs Partien in der Divizia Națională, ehe er die Moldawen nach der Saison 2023/24 wieder verließ. Im August 2024 wechselte Bangura anschließend nach Armenien zum FC Alaschkert Martuni. Für Alaschkert kam er zu sieben Einsätzen in der Bardsragujn chumb, ehe er Armenien im Jänner 2025 verließ.

## Persönliches
Der gebürtige Ghanaer Bangura erhielt im September 2020 einen österreichischen Pass.